# NGC 2032
NGC 2032，即ESO 56-EN160，是在天球上位於劍魚座的發射星雲，接近超級氣泡LMC-4 ，而該超級氣泡由NGC 2029、NGC 2035和NGC 2040組成。NGC 2032由詹姆士·敦洛普於1826年9月27日發現，約翰·赫歇爾於1834年11月2日再次紀錄。NGC 2032位於大麥哲倫星系內部。